# Yambo Ouologuem
Pour les articles homonymes, voir Yambo et Ouologuem.
Yambo Ouologuem est un écrivain malien, né le 22 août 1940 à Bandiagara au Soudan français (actuel Mali) et mort le 14 octobre 2017 à Sévaré,.
Il publie en 1968 Le Devoir de violence, un roman bien accueilli par la critique remportant notamment le prix Renaudot, mais accusé par la suite de plagiat. Il a publié Les Mille et une bibles du sexe en 1969, sous le pseudonyme d'Utto Rodolph, ainsi que Les Moissons de l’amour (1969) et Le Secret des orchidées (1968) sous celui de Nelly Brigitta, tous parus aux éditions du Dauphin.

## Biographie
Yambo Amadou Ouologuem est le fils unique d'un propriétaire terrien et inspecteur d'académie à Bandiagara, la ville principale du pays Dogon, au Soudan français. Il fait ses études secondaires à Bamako avant de les continuer en France, au lycée Henri-IV, où il se rend en 1960. Il apprend de nombreuses langues africaines ainsi que le français, l'anglais et l'espagnol. Il est par la suite licencié en lettres, licencié en philosophie, et diplômé d'études supérieures d'anglais.
De 1964 à 1966, il enseigne au lycée de Charenton-le-Pont (Val-de-Marne) en banlieue parisienne tandis qu'il finit son doctorat en sociologie à l'École normale supérieure.
C'est en 1968 que Yambo Ouologuem publie son premier livre, Le Devoir de violence. Il reçoit pour celui-ci le prix Renaudot la même année ; il est alors le premier romancier africain à recevoir cette distinction. Ce livre traite de la dynastie africaine fictive des Saïfs, seigneurs féodaux africains. Il dépeint la participation africaine au colonialisme à travers des chefs locaux qui vendent leurs sujets aux marchands arabes et occidentaux. Son livre suscite de nombreuses critiques et polémiques en un temps, après les indépendances, où il est de bon ton de mythifier l'Afrique et ses rapports à l'Occident à l'instar de Léopold Sédar Senghor et de la négritude. Il est aussi accusé de plagiat notamment de C'est un champ de bataille de Graham Greene et Le Dernier des Justes d'André Schwartz-Bart ; Ouologuem dit alors avoir utilisé dans son manuscrit des guillemets,.
Il publie ensuite Lettre à la France nègre en 1969, des lettres pamphlétaires.
Yambo Ouloguem publie également en 1969 une encyclopédie pornographique, parue sous le pseudonyme d'Utto Rodolph, Les Mille et Une Bibles du sexe, rééditée en 2015, racontant les aventures sexuelles de quatre Français en France et en Afrique.
La polémique qui vise son discrédit, et le retrait de la vente du Devoir de violence par son éditeur en 1972 le blessent et le conduisent rapidement à s'enfermer dans le silence,. Il rentre au Mali à la fin des années 1970. Alors que le monde anglo-saxon s'intéresse à son œuvre, jusqu'en 1984, il est directeur d'un centre culturel près de Mopti au centre du Mali et édite des manuels scolaires.
Le Devoir de violence est réédité par Le Serpent à plumes. D'après un journaliste du Temps, dont le texte est repris sur le site de la maison Payot, l'auteur serait devenu marabout. Christopher Wise (en), qui a réédité en anglais Le Devoir de violence, est parvenu à rencontrer l'auteur et à s'entretenir avec lui. Le livre est depuis sujet de controverses.
Chaque année lors de la rentrée littéraire du Mali, le prix Yambo-Ouologuem est décerné pour récompenser une œuvre écrite en français d'un auteur du continent africain.
Il s'est à ce point fait discret au cours des dernières années de sa vie qu'il a été déclaré mort dix ans avant sa mort véritable. Il meurt le 14 octobre 2017 à Sévaré, où il vivait.
Mohamed Mbougar Sarr, à qui il a inspiré le personnage de T. C. Elimane, lui dédie son ouvrage La Plus Secrète Mémoire des hommes (2021, Éditions Philippe Rey et Jimsaan), qui remporte le prix Goncourt 2021.

## Œuvre
- 1968 : Le Devoir de violence, éditions du Seuil ; rééd. 2003, Le Serpent à plumes ; 2018, Le Seuil
- 1969 : Lettre à la France nègre ; rééd. 2003, éditions du Rocher
- 1969 : Les Mille et une bibles du sexe , éditions du Dauphin ; rééd. 2015, éditions Vents d'ailleurs (préface de Jean-Pierre Orban et Sami Tchak)
- 1969 : Terres de soleil, livre unique de français, CE 1, avec Paul Pehiep, Ligel
- 2008 : Nouvelles du Mali, recueil de nouvelles par Ousmane Diarra, Sirafily Diango, Moussa Konaté et Yambo Ouologuem, Magellan et Cie  (ISBN 978-2-35074-100-0)

## Distinctions
- 1968 : prix Renaudot avec Le Devoir de violence[6],[17]

### Filmographie
- 2003 : Yambo Ouologuem, le Hogon du Yamé réalisé par Moussa Ouane (2003) Mali.
- 2009 : Où est l'Eldorado réalisé par Jean-Frédéric de Hasque sur un club portant son nom créé par des jeunes universitaires à Bamako.